# Rennbahnstadion St. Pölten
Das Rennbahnstadion St. Pölten war eine in St. Pölten gelegene Sportstätte, in der von 1891 bis 1990 zunächst Pferdesport betrieben wurde, später auch Fahrradsport, Leichtathletik, Fußball und Motorradsport. Das Rennbahnstadion lag entlang der Traisen an der Stelle des heutigen St. Pöltner Landhauses, woran noch die dort liegende Rennbahnstraße erinnert.
Koordinaten: 48° 12′ 5″ N, 15° 38′ 0″ O